# Cereus lauterbachii
Cereus lauterbachii là một loài thực vật có hoa trong họ Cactaceae. Loài này được K.Schum. ex Chodat & Hassl. mô tả khoa học đầu tiên năm 1903.